# Sztankay Orsolya
Sztankay Orsolya (Budapest, 1976. május 28. –) magyar színésznő, idegenvezető, coach.

## Életpályája
Szülei, Sztankay István és Kun Magda színészek voltak. Bátyja, Sztankay Ádám ismert újságíró. 
Két évig jogot tanult, majd tanulmányait megszakítva jelentkezett a Színház- és Filmművészeti Egyetemre. A sikeres felvételire édesanyja segítségével készült fel. 2002-ben kapott színészi diplomát, osztályvezető tanára Benedek Miklós volt. Egyetemistaként a Vígszínháznál volt gyakorlaton. 2003-tól a Soproni Petőfi Színháznál indult a pályája. 2004-től a Pécsi Nemzeti Színházban és a pécsi Janus Egyetemi Színpadon szerepelt. 2006-tól játszott a Karinthy Színházban, 2008-tól Szombathelyen a Kamara Savaria előadásain, majd a Weöres Sándor Színházban. 2010-től Zalaegerszegen, a Hevesi Sándor Színházban szerepelt. Szabadúszóként több színháznál (Jászai Mari Színház, Komédium Színház, Ivancsics Ilona és Színtársai) is működött. Idegenvezetőként sétákat vezet Budapesten.
A magánéletben Fillár István színművész párja. Közös gyermekük Frigyes, 2013-ban született.

## Színházi szerepeiből
- Molière: Képzelt beteg... Angyalka
- Molière: Scapin furfangjai... Zerbinette
- Anton Pavlovics Csehov: Cseresznyéskert... Várja
- Anton Pavlovics Csehov: Három nővér... Irina
- George Orwell: Farm Bt. ... Molli
- Luigi Pirandello: IV. Henrik... Frida
- Neil Simon: Mezítláb a parkban... Corie Bratter
- Marc Dunn: 5 Nő az esőben... Jennifer
- David Hare: Amy világa... Amy Thomas
- Molnár Ferenc: Az Ördög... Selyem Cinka
- Vaszary Gábor – Fényes Szabolcs – Szenes Iván: Az ördög nem alszik... Éva
- László Miklós: Illatszertár... Balázs kisasszony
- Gábor Andor: Dollárpapa... Kató
- Hubay Miklós: Késdobálók... Dóra
- Figaro3... Matusek Gyöngyi, terapeuta

## Filmes és televíziós szerepei
- Kutyakomédiák (1992)... Tortalány
- uristen@menny.hu (2000)
- Örök tavaly (2001)... Judith
- Jóban Rosszban (2006)... Pongrácz Brigitta
- Tűzvonalban (2007–2009)... Irina